# Estrada Nova (livro)
Estrada Nova é um romance de Cyro Martins, “que a crítica literária do Rio Grande do Sul elegeu como o melhor e mais sólido romance do autor”, “seu romance mais completo e importante, segundo o consenso da crítica”.
A obra foi publicada em 1954 e conclui a trilogia do gaúcho a pé, composta ainda por Sem Rumo e Porteira Fechada, a qual recebeu edição especial no ano do centenário de Cyro Martins (2008), reunindo, num só volume, os três romances.

## Enredo
A narrativa principia com o suicídio de Policarpo, companheiro de pensão de Ricardo, o qual decide morrer por ter perdido as suas propriedades e ser obrigado a abandonar o campo.
No romance, predomina uma linguagem com forte conotação gauchesca, mesclada com termos e dialetos em língua espanhola, expressão característica da vida campeira na campanha gaúcha, justamente nas proximidades da fronteira com Argentina e Uruguai. A história transcorre na fictícia cidade de São João Batista, onde se situa a Estância Velha, do Coronel Teodoro: “não hay mais pobres, porque os ricos correram com todos que havia por aqui!”
A narrativa abrange a Revolução de 1923, os acontecimentos políticos que marcaram 1930 e abarca o Estado Novo, trazendo à cena momentos marcantes para a consolidação de uma nova ordem social, econômica, política no Rio Grande do Sul. A sociedade em transformação passa também pela análise das personagens, como no caso do Coronel Teodoro que compara os tempos de Borges de Medeiros, anteriores a 1923, marcados pelo domínio do PRR – Partido Republicano Rio-grandense, com os novos tempos, a República Nova e, posteriormente, o Estado Novo. “Durante toda a construção de Estrada nova (...). A política até então centralizada na violência, nas trocas de favores entre partidos e aliados, nas fraudes, começava a ser substituída por uma política que visava ações direcionadas (...)espraiando a importância de um sistema político-eleitoral eficiente e engajado nas reais necessidades do povo”.
Com medo que o pai tivesse o mesmo fim de Policarpo, sozinho e miserável, o jovem Ricardo – que saíra da campanha em virtude do alistamento militar-, contabilista, que residia em Porto Alegre, resolve transferir-se para a estância em que o pai e a mãe, Francisca, moravam e que pertenciam a dona Antonia, mais tarde, forçada a vender ao Coronel Teodoro.
O Coronel determina o fim do arrendamento das terras de Jagunta, que vivia na condição de agregado – plantava as terras e pagava o proprietário para ocupar aquele território. Jagunta passa a contar com o apoio de Ricardo na luta contra o latifundiário Teodoro: “Conforme seus hábitos, o primeiro olhar era para o campo, um olhar soberano e orgulhoso. Ali ele mandava. Aquilo era seu!” (Estrada Nova, 1975, p. 29) Teodoro considera-se superior, “entende que lhe cabe, como patrão, exercer o poder, restando aos subalternos obedecer-lhe.”
A partir daí, os fatos transferem-se para a cidade de Alegrete e opõem forças políticas conservadoras e progressistas. O prefeito compreende que Ricardo representa um elemento em prol da evolução social, mas o rapaz decide retornar para Porto Alegre. Em contraponto ao prefeito, existe a figura de Lobo, o vice-prefeito, que se mantém na política por posicionar-se sempre ao lado dos partidos de situação.
O pai de Ricardo, Jagunta, porém, ainda que tenha sido expulso das terras do Coronel Teodoro, ruma para a cidade sob a esperança da justiça e da igualdade. Na prática, defrontam-se dois mundos, o mundo das oligarquias rurais, já decadentes, representado pelo Coronel Teodoro, e o mundo de Ricardo, a sua rebeldia, as novas ideias, de modo que é possível afirmar a ruptura com o modelo tradicional do gaúcho que fora fixado pelo romance O Gaúcho, de José de Alencar, e replicado por outros textos de autores gaúchos como O Vaqueano, de Apolinário Porto Alegre e o modelo paradigmático de Contos Gauchescos, de João Simões Lopes Neto.No final, Teodoro também passa a morar na cidade, não suporta a triste paz que vê reinar nos campos.
"O modelo de gaúcho (o 'gaúcho a cavalo'), que reinava até então, é substituído pela figura do 'gaúcho a pé': sem rumo, marginalizado, já que sem serventia dentro do novo quadro que se apresenta; sem possibilidade de retorno, pois a porteira está fechada; e à procura de outras perspectivas, de uma vida autônoma, sem servilismo, de uma estrada nova rumo à urbanização e à profissionalização".
“Cyro Martins termina Estrada Nova com o processo de conscientização de um desses gaúchos, que vê avançar pela estrada um futuro de esperança, anunciando novos tempos, coisa de esquerdista romântico. Esse final, que eu li muito tempo depois de ter visto ‘Rocco e Seus Irmãos’, me lembrou o desfecho do clássico de Visconti, quando Ciro diz a Lucca que ele um dia voltará ao paese, de onde a família Parondi teve de fugir. Me lembrou também, pelo movimento feito literatura, o parágrafo final de Cem Anos de Solidão, que Gabriel García Márquez escreveu depois, em que as páginas relatando a história da família Buendía vão se sucedendo com vertiginosa rapidez no imaginário do narrador. Sempre achei que a trilogia do gaúcho a pé daria um belo filme, ou uma bela sucessão de filmes, mas eles nunca foram feitos”.
No romance, há uma preocupação com a representação do que se passava no campo – como é o caso da criação do gado com vistas ao efetivo lucro -, mas há também uma tentativa de reflexão sobre os problemas enfrentados pelo peão que deixa o campo rumo à cidade, assim como as dificuldades inerentes ao meio urbano, que passava a organizar-se naquela época – entram em cena o êxodo rural, a urbanização, uma nova conformação social. A representação do herói foca em Jagunta, que luta para permanecer nas terras que ajudou a prosperar – o pampa sulino – com o seu empenho, com as suas atividades profissionais, com a sua própria história de vida, mesmo não tendo recursos financeiros para manter a propriedade em questão.
O impacto da modernização acaba afetando, de fato, todas as personagens "da obra Estrada Nova, servindo de culminância para um processo de três décadas nas quais a urbanização, a diversificação econômica e a concentração fundiária afetaram profundamente o estilo de vida dos trabalhadores rurais, evidenciando, desse modo, o compromisso da obra - ou, em particular do seu autor - com o seu tempo e com a denúncia das dificuldades que a sua sociedade enfrentava, característica notória no chamado Neorealismo, que marcou a Segunda Fase do Modernismo no Brasil, identificando-se um diálogo das obras de Cyro Martins, com as produções literárias de Aureliano de Figueiredo Pinto,Pedro Wayne, mas também com romancistas nordestinos que enfocaram, por exemplo, o drama dos engenhos de cana de açúcar como José Lins do Rego.
Se, na narrativa de Sem Rumo, a voz feminina praticamente inexiste, e, em Porteira Fechada, Maria José assume certo protagonismo diante da prostração de João Guedes, em Estrada Nova, Almerinda, a esposa do Coronel Teodoro, não tem com quem conversar, queixar-se de suas dores, “é uma prisioneira em seu próprio lar”. Por sua vez, Francisca, a mulher de Jagunta, embora humilde e com clara deficiência em sua formação intelectual, evidencia o seu inconformismo diante da situação social e econômica que lhes é imposta. No entanto, não há muita diferença entre Francisca e Almerinda, excetuando-se a condição econômica, elas são subservientes aos maridos, cumprem o papel que lhes foi imposto pela sociedade.

## Personagens
- Teodoro - o estancieiro, de temperamento conservador, parece assustado com as transformações sociais e econômicas que observa em seu entorno;
- Ricardo - vindo da capital, é um jovem contabilista, que visita o seu pai Jagunta, um agregado da Estância Velha, propriedade de Teodoro;
- Policarpo - um homem velho, oriundo do meio rural, que se suicida no início da narrativa;
- Janguta - pai de Ricardo, marido de Francisca, agregado nas terras de dona Antonia que, no decorrer da narrativa, são vendidas para o Coronel Teodoro, que expulsa a família do local;
- Lobo - sub-prefeito da cidade fictícia de São João Batista, em que se localiza a Estância Velha, caracteriza-se como um oportunista político.

Há outras personagens como Fábio, Anastácia, Seu Osório, Amélia, Abel, Miguel que fazem a narrativa progredir. Exemplar para o andamento do enredo e para a compreensão do projeto de Cyro Martins é seu Abílio:"No caso de seu Abílio, em noite insone, sob ameaça de nova revolução, mergulha na vida miserável de 30 anos como guarda-livros, se depara com sua realidade 'descarnada', sente 'medo' de continuar pensando... Isso poderia levá-lo a querer uma vida nova."